# Civitella Casanova
Civitella Casanova là một đô thị thuộc tỉnh Pescara trong vùng Abruzzo Ý. Đô thị này có diện tích 31 km², dân số năm 2001 là 2057 người. Các làng trực thuộc: Località e Frazioni di Civitella Casanova 
Vestea, Baffo, Centelle, Fazio, Madonna delle Grazie, Mirabello, Topanera, Fontebruna, Pettorano, San Giuseppe, Santanello, Pastini. Civitella Casanova giáp các đô thị: Carpineto della Nora, Civitaquana, Loreto Aprutino, Montebello di Bertona, Ofena (AQ), Penne, Vicoli, Villa Celiera